# Enclos paroissial de Guengat
L'enclos paroissial de Guengat est un enclos paroissial situé dans la commune de Guengat (Finistère, Bretagne). Il inclut l'église Saint-Fiacre, et l'ossuaire accolé, un calvaire et une porte triomphale. L'église et le calvaire sont classés monument historique en 1914.

## Galerie

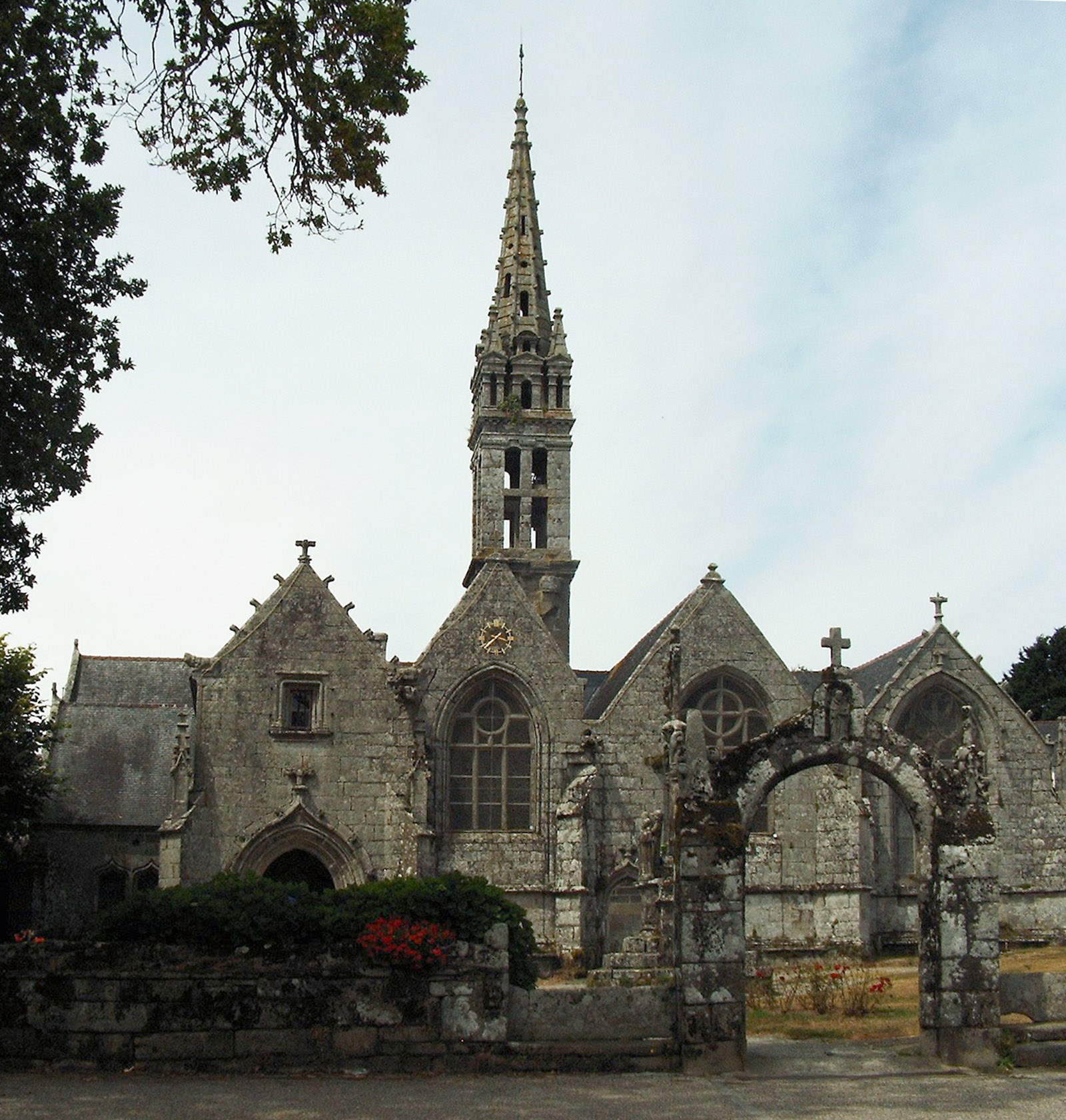
L'église et la porte triomphale.
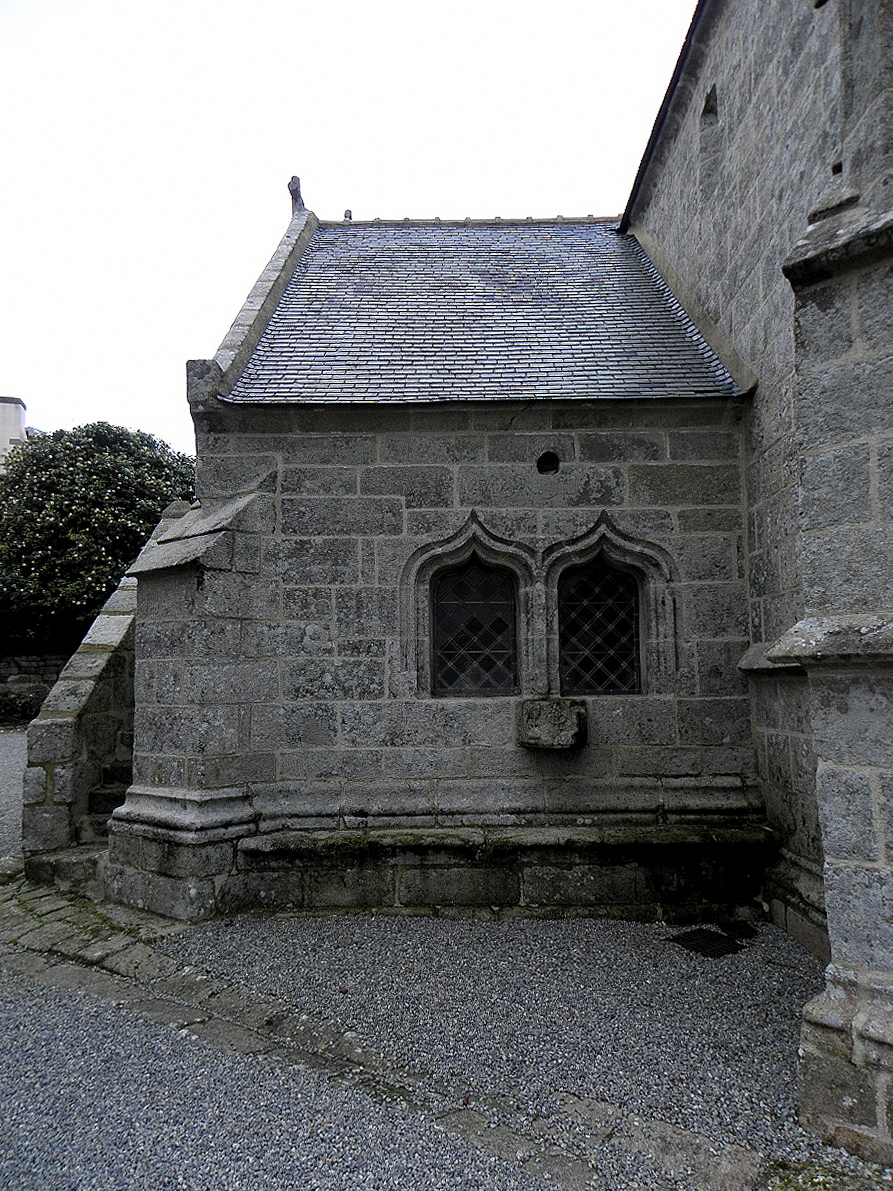
L'ossuaire.
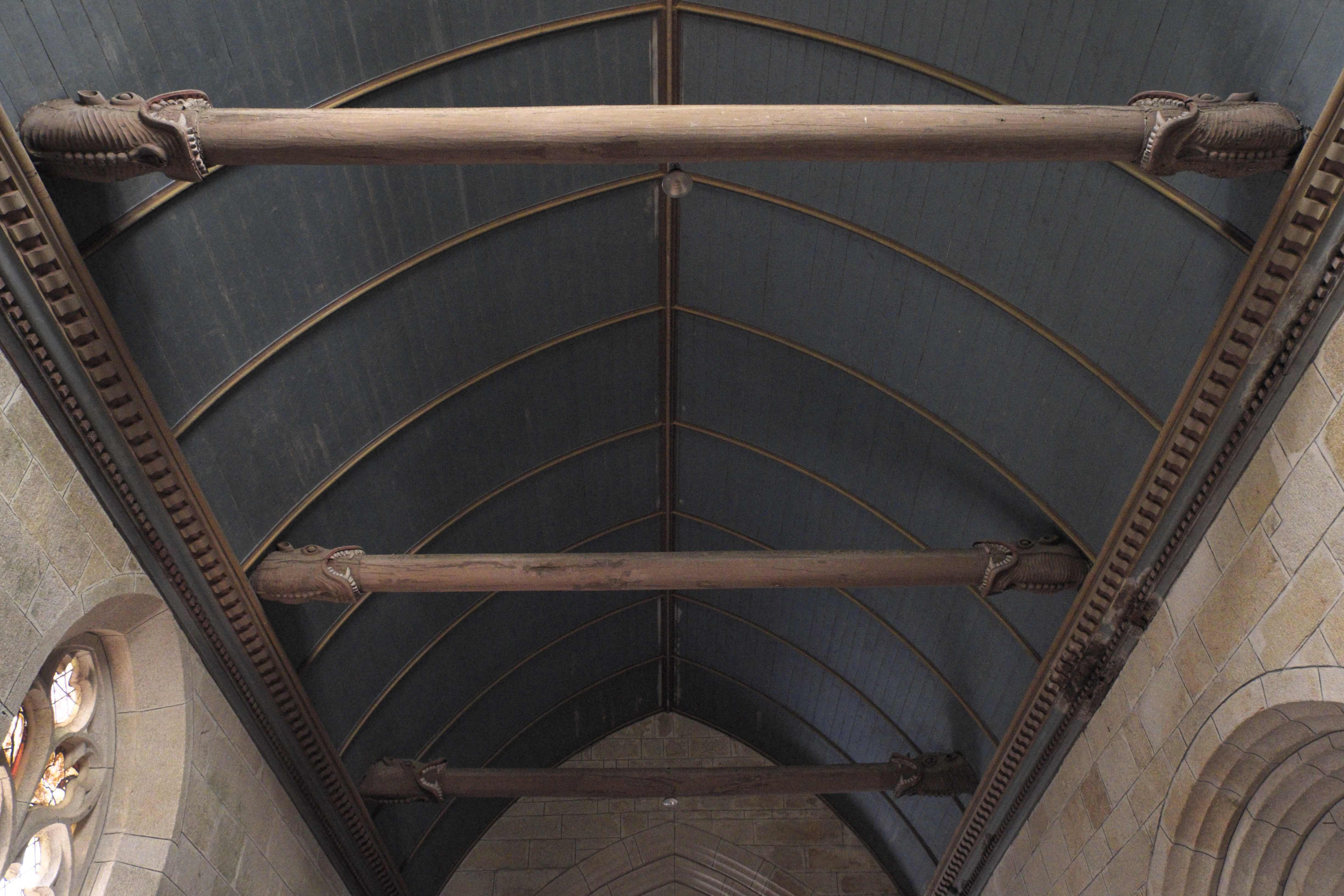
La charpente de l'église.
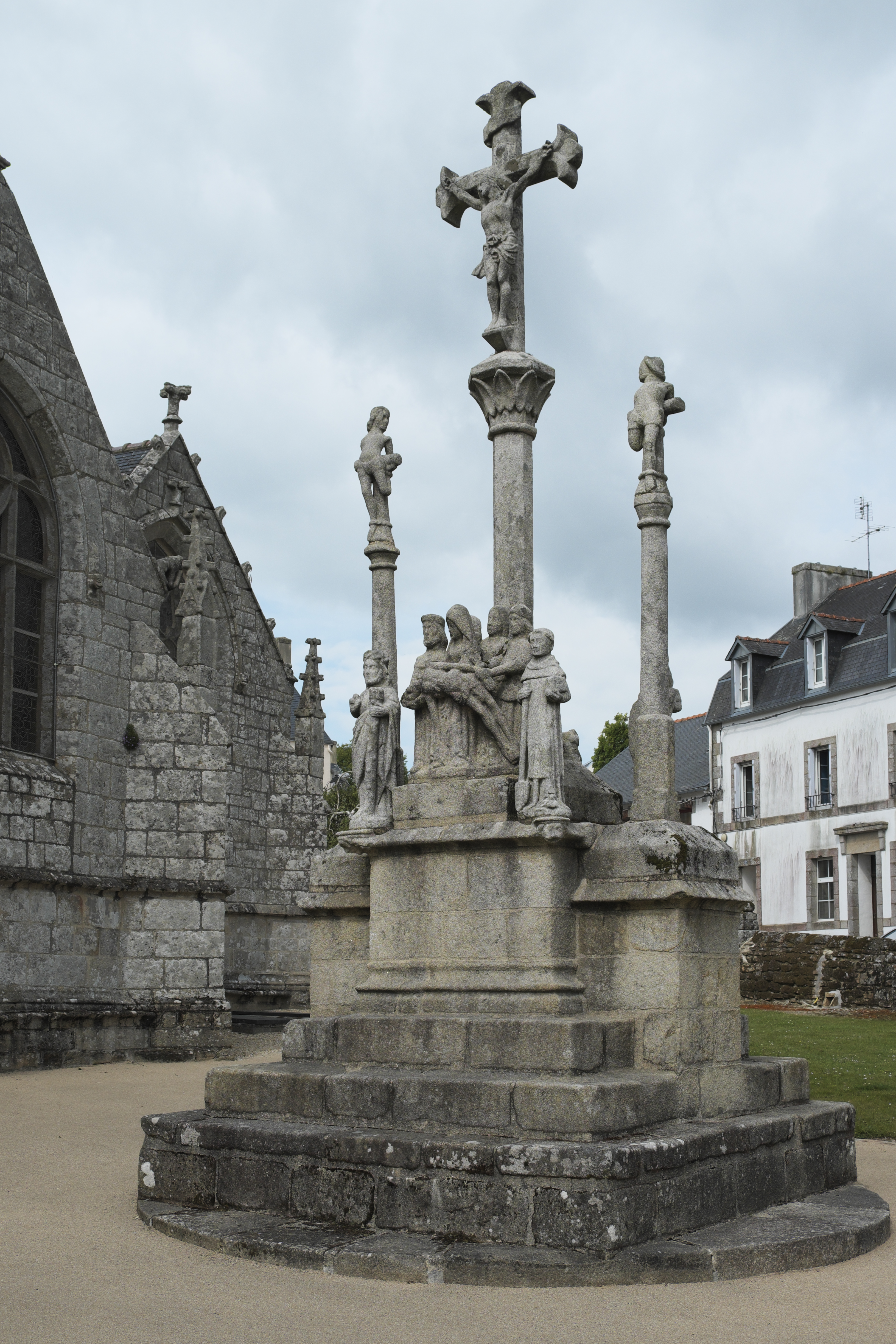
Le calvaire.